# Tronkendrietand
Tronkendrietand (Tipula truncorum) is een tweevleugelige uit de familie langpootmuggen (Tipulidae). De soort komt voor in het Palearctisch gebied.

## Kenmerken
De vleugels zijn lichtgrijs met contrastrijke bewolking. Alleen de eerste twee leden van de antennes zijn lichter gekleurd. Ze hebben een donkere middenstreep op achterlijf, maar deze is bij het mannetjes soms wat minder goed te zien. Het mannetjes heeft op de 9e tergiet drie tanden en het 8e sterniet afgezoomd met lange borstelharen. Het vrouwtjes daarentegen heeft een donkerbruin tot zwartbruine 10e tergiet.